# امیلی دی راوین
امیلی دی راوین (به انگلیسی: Emilie de Ravin) (زاده ۲۷ دسامبر ۱۹۸۱) یک بازیگر استرالیایی است. او معمولاً با نقش تس هاردینگ در مجموعه رزول (Roswell) و کلیر لیتلتون در مجموعه لاست و بل در مجموعه روزی روزگاری شناخته می‌شود.
او در فیلم عملیات و دروغ نگو توپ بازی کرده‌است.